# Сульфаниламиды
Сульфаниламиды — противомикробные средства, производные пара (π)-аминобензолсульфамида — амида сульфаниловой кислоты (пара-аминобензосульфокислоты). Многие из этих веществ с середины XX века употребляются в качестве антибактериальных препаратов. пара-Аминобензолсульфамид — простейшее соединение класса — также называется белым стрептоцидом и применяется в медицине до сих пор. Несколько более сложный по структуре сульфаниламид пронтозил (красный стрептоцид) был первым препаратом этой группы и вообще первым в мире синтетическим антибактериальным препаратом.
Противобактериальные свойства пронтозила в 1934 году обнаружил Г. Домагк. В 1935 году учёные Пастеровского института (Франция) установили, что антибактериальным действием обладает именно сульфаниламидная часть молекулы пронтозила, а не структура, придающая ему окраску. Было установлено, что «действующим началом» красного стрептоцида является сульфаниламид, образующийся при метаболизме (стрептоцид, белый стрептоцид). Красный стрептоцид вышел из употребления, а на основе молекулы сульфаниламида было синтезировано большое количество его производных, из которых часть получила широкое применение в медицине.

## Фармакологическое действие

Сульфаниламид

пара-аминобензойная кислота

Дигидроптероевая кислота

Сульфаниламиды действуют бактериостатически, то есть временно подавляют способности микроорганизмов к размножению. Сульфаниламиды обладают химиотерапевтической активностью при инфекциях, вызванных грамположительными и грамотрицательными бактериями, некоторыми простейшими (возбудители малярии, токсоплазмоза), хламидиями (при трахоме, паратрахоме).
Их действие связано главным образом с нарушением образования микроорганизмами необходимых для их развития ростовых факторов — фолиевой и дигидрофолиевой кислот и других веществ, в молекулу которых входит пара-аминобензойная кислота. Механизм действия связан со структурным сходством сульфаниламидного фрагмента с пара-аминобензойной кислотой (ПАБК) — субстрата фермента дигидроптероатсинтетазы, синтезирующим дигидроптероевую кислоту, что ведёт к конкурентному угнетению дигидроптероатсинтетазы. Это, в свою очередь, приводит к нарушению синтеза из дигидроптероевой дигидрофолиевой, а затем тетрагидрофолиевой кислоты и в результате — к нарушению синтеза нуклеиновых кислот у бактерий.
Для получения терапевтического эффекта их необходимо назначать в дозах, достаточных для предупреждения возможности использования микроорганизмами пара-аминобензойной кислоты, содержащейся в тканях. Приём сульфаниламидных препаратов в недостаточных дозах или слишком раннее прекращение лечения может привести к появлению устойчивых штаммов возбудителей, не поддающихся в дальнейшем действию сульфаниламидов. Большинство клинически значимых бактерий в настоящее время устойчивы к сульфаниламидам. Необходимо учитывать, что некоторые лекарственные препараты, в молекулу которых входит остаток пара-аминобензойной кислоты (например, новокаин), могут оказывать выраженное антисульфаниламидное действие.

## Фармакологические параметры
Имеющиеся сульфаниламидные средства различаются по фармакологическим параметрам. Стрептоцид, норсульфазол, сульфазин, сульфадимезин, этазол, сульфапиридазин, сульфадиметоксин и др. относительно легко всасываются и быстро накапливаются в крови и органах в бактериостатических концентрациях, проникают через гистогематические барьеры (гематоэнцефалический, плацентарный и др.); они находят применение при лечении различных инфекционных заболеваний. Другие препараты, такие как фталазол, фтазин, сульгин, трудно всасываются, относительно долго находятся в кишечнике в высоких концентрациях и выделяются преимущественно с калом. Поэтому они применяются главным образом при инфекционных заболеваниях желудочно-кишечного тракта (дизентерия, дисбактериоз, желудочные колиты). Уросульфан выделяется в значительном количестве почками; он применяется преимущественно при инфекциях мочевых путей.
По времени выделения из организма сульфаниламиды можно разделить на 4 группы:
- препараты короткого действия (стрептоцид, норсульфазол, этазол, сульфадимезин и др.);
- среднего действия (сульфазин и др.);
- длительного действия (сульфапиридазин, сульфамонометоксин, сульфадиметоксин и др.);
- сверхдлительного действия (сульфален и др.).

Препараты, медленно выделяющиеся из организма, называют депо-сульфаниламиды. Их медленное выведение связано в значительной мере со способностью обратно всасываться (реабсорбироваться) в почечных канальцах после фильтрации клубочками.
Всасывание и скорость выведения из организма в значительной мере определяют величину дозы и частоту приёма препаратов.
Максимальная концентрация в крови препаратов короткого действия понижается на 50 % обычно менее чем за 8 ч, а выделение 50 % их с мочой происходит менее чем за 16 ч. Снижение максимальной концентрации в крови на 50 % препаратов среднего и длительного действия происходит соответственно через 8—16 и 24—48 ч, выделение 50 % с мочой — через 16—24 и 24—56 ч, что даёт возможность назначать эти препараты реже и в меньших дозах. Ещё медленнее выделяются препараты сверхдлительного действия: их максимальная концентрация в крови сохраняется до 7 дней.
Сульфаниламидные препараты можно при необходимости применять в разных сочетаниях. Плохо всасывающиеся препараты можно назначать одновременно с хорошо всасывающимися. Можно комбинировать сульфаниламиды с антибиотиками.

## Показания
Инфекционно-воспалительные заболевания, вызванные чувствительными к препарату микроорганизмами: инфекции дыхательных путей (острый и хронический бронхит, бронхоэктатическая болезнь, крупозная пневмония, бронхопневмония, пневмоцистная пневмония, эмпиема плевры, абсцесс лёгкого), инфекции ЛОР-органов (средний отит, синусит, ларингит, ангина, фарингит, тонзиллит), скарлатина, инфекции мочеполовых органов (пиелонефрит, пиелит, эпидидимит, цистит, уретрит, сальпингит, простатит, гонорея у мужчин и женщин, мягкий шанкр, венерическая лимфогранулёма, паховая гранулёма), инфекции ЖКТ (дизентерия, холера, брюшной тиф, сальмонеллоносительство, паратиф, холецистит, холангит, гастроэнтерит, вызванный энтеротоксичными штаммами E. coli), инфекции кожи и мягких тканей (акне, фурункулёз, пиодермия, абсцесс, раневые инфекции), остеомиелит (острый и хронический), бруцеллёз (острый), сепсис, перитонит, менингит, абсцесс головного мозга, остеоартикулярные инфекции, южноамериканский бластомикоз, малярия, коклюш (в составе комплексной терапии).

## Побочные действия
Со стороны нервной системы и органов чувств: головная боль, депрессия, апатия, головокружение, тремор, асептический менингит, периферический неврит.
Со стороны сердечно-сосудистой системы и крови (кроветворение, гемостаз): тромбоцитопения, нейтропения, редко — агранулоцитоз, мегалобластная анемия.
Со стороны респираторной системы: бронхоспазм, лёгочные инфильтраты.
Со стороны органов ЖКТ: тошнота, рвота, диарея — диспептические и диспепсические реакции, анорексия, гастрит, абдоминальная боль, глоссит, стоматит, холестаз, повышение активности печёночных трансаминаз, редко — гепатит, псевдомембранозный колит.
Со стороны мочеполовой системы: полиурия, интерстициальный нефрит, нарушение функции почек, кристаллурия, гематурия, повышение содержания мочевины, гиперкреатининемия, токсическая нефропатия, с олигурией и анурией.
Со стороны опорно-двигательного аппарата: артралгия, миалгия.
Аллергические реакции: зуд, фотосенсибилизация, сыпь, лихорадка, покраснение склер, в отдельных случаях — полиморфно-буллёзная эритема Стивенса-Джонсона, токсический эпидермальный некролиз (синдром Лайелла), эксфолиативный дерматит, аллергический миокардит, отёк Квинке.

### Передозировка
Симптомы: тошнота, рвота, спутанность сознания, обморок, кишечная колика, головокружение, головная боль, сонливость, депрессия, нарушение зрения, лихорадка, гематурия, кристаллурия; при продолжительной передозировке — тромбоцитопения, лейкопения, мегалобластная анемия, желтуха.
Лечение: отмена препарата, промывание желудка (в течение 2-х часов с момента приёма чрезмерной дозы), подкисление мочи (для увеличения выведения триметоприма), обильное питьё, в/м — 5-15 мг/сут. кальция фолината (устраняет действие триметоприма на костный мозг), форсированный диурез, при необходимости — гемодиализ.

## Противопоказания
Тяжёлая почечная недостаточность, заболевания крови, дефицит глюкозо-6-фосфатдегидрогеназы, нефрозы, нефриты, острая порфирия, базедова болезнь, I и II триместры беременности, лактация, повышенная чувствительность к сульфаниламидам; настоятельно не рекомендуется применять детям до 12 лет.

## Особые указания
При длительном лечении рекомендуется систематический контроль картины крови, функции почек и печени. Препарат следует назначать с осторожностью при нарушении функции почек. В период лечения необходимо увеличить объём потребляемой щелочной минеральной жидкости. При появлении реакций повышенной чувствительности препарат следует отменить.

## Список некоторых сульфаниламидов
| Структура              | МНН                        | CAS PubChem CID-Nr.      | Брутто-формула | Систематическое название                                           | Применение                                                                            |
| ---------------------- | -------------------------- | ------------------------ | -------------- | ------------------------------------------------------------------ | ------------------------------------------------------------------------------------- |
| Sulfanilamid           | Сульфаниламид (стрептоцид) | 63-74-1 PubChem 5333     | C6H8N2O2S      | 4-Аминобензолсульфонамид                                           | Структурный предшественник сульфаниламидов (Сульфаниламид, «белый стрептоцид»)        |
| Сульфатиомочевина      | Сульфатиомочевина          | 515-49-1 PubChem 3000579 | C7H9N3O2S2     | 4-Аминофенилсульфонилтиомочевина                                   | практически не применяется                                                            |
| Сульфакарбамид         | Сульфакарбамид             | 547-44-4 PubChem 11033   | C7H9N3O3S2     | 1-(4-Аминобензосульфонил)мочевина                                  | Медицинское                                                                           |
| Мафенид                | Мафенид                    | 138-39-6 PubChem 3998    | C7H10N2O2S     | 4-(Аминометил)бензосульфонамид                                     | Ветеринария                                                                           |
| Сульфагуанидин         | Сульфагуанидин             | 57-67-0 PubChem 5324     | C7H10N4O2S     | 4-Амино-N-(диаминометилен)бензосульфонамид                         | Медицина, ветеринария                                                                 |
| Сульфацетамид          | Сульфацетамид              | 144-80-9 PubChem 5320    | C8H10N2O3S     | N-(p-аминофенил-сульфонил)ацетамид                                 | Медицинское (в офтальмологии, «альбуцид»)                                             |
| Сульфатиазол           | Сульфатиазол               | 72-14-0 PubChem 5340     | C9H9N3O2S2     | 4-Амино-N-(1,3-тиазол-2-ил)бензосульфонамид                        | Ветеринария                                                                           |
| Сульфаметизол          | Сульфаметизол              | 144-82-1 PubChem 5328    | C9H10N4O2S2    | 4-Амино-N-(5-метил-1,2,3-тиадиазол-2ил)бензосульфонамид            | Ветеринария                                                                           |
| Сульфаметрол           | Сульфаметрол               | 32909-92-5 PubChem 64939 | C9H10N4O3S2    | 4-Амино-N-(4-метокси-1,2,5-тиадиазол-3ил)бензосульфонамид          | Медицинское                                                                           |
| Сульфаметилтиазол      | Сульфаметилтиазол          | 515-59-3 PubChem 5328    | C10H11N3O2S2   | 4-Амино-N-(4-метил-1,3-тиазол-2-ил)бензосульфонамид                | Медицинское                                                                           |
| Сульфахлоропиридазин   | Сульфахлоропиридазин       | 80-32-0 PubChem 6634     | C10H9ClN4O2S   | 4-Амино-N-(6-хлор-3-пиридазинил)бензосульфонамид                   | Ветеринария                                                                           |
| Сульфахлорпиразин      | Сульфахлорпиразин          | 1672-91-9 PubChem 164867 | C10H9ClN4O2S   | 4-Амино-N-(6-хлорпиразин-2ил)бензосульфонамид                      | Ветеринария (птицеводство)                                                            |
| Сульфадиазин           | Сульфадиазин               | 68-35-9 PubChem 5215     | C10H10N4O2S    | 4-Амино-N-(2-пиримидинил)бензосульфонамид                          | Медицина (в комбинации с антипротозойными препаратами при токсоплазмозе), ветеринария |
| Сульфаметоксазол       | Сульфаметоксазол           | 723-46-6 PubChem 5329    | C10H11N3O3S    | 4-Амино-N-(5-метил-3-изоксазолил)бензосульфонамид                  | Медицина, ветеринария                                                                 |
| Сульфапиридин          | Сульфапиридин              | 144-83-2 PubChem 5336    | C11H11N3O2S    | 4-Амино-N-пиридин-2-ил-бензосульфонамид                            | Медицинское (в дерматологии),                                                         |
| Сульфамеразин          | Сульфамеразин              | 127-79-7 PubChem 5325    | C11H12N4O2S    | 4-Амино-N-(4-метил-2-пиридинил)бензосульфонамид                    | Ветеринария                                                                           |
| Сульфаперин            | Сульфаперин                | 599-88-2 PubChem 68933   | C11H12N4O2S    | 4-Амино-N-(5-метилпиримидинил)бензосульфонамид                     | Медицина (ограниченно, в комбинации с антипротозойными препаратами при токсоплазмозе) |
| Сульфаметоксипиридазин | Сульфаметоксипиридазин     | 80-35-3 PubChem 5330     | C11H12N4O3S    | 4-Амино-N-(6-метоксипиридазин-3-ил)бензосульфонамид                | Ветеринария                                                                           |
| Сульфаметоксидиазин    | Сульфаметоксидиазин        | 651-06-9 PubChem 5326    | C11H12N4O3S    | 4-Амино-N-(5-метокси-2-пиримидинил)бензосульфонамид                | Медицинское                                                                           |
| Сульфален              | Сульфален                  | 152-47-6 PubChem 9047    | C11H12N4O3S    | 4-Амино-N-(3-метокси-2-пиразинил)бензосульфонамид                  | Медицина и ветеринария                                                                |
| Сульфамоксол           | Сульфамоксол               | 729-99-7 PubChem 12894   | C11H13N3O3S    | 4-Амино-N-(4,5-диметил-1,3-оксазол-2-ил)бензосульфонамид           | Медицинское                                                                           |
| Сульфафуразол          | Сульфафуразол              | 127-69-5 PubChem 5344    | C11H13N3O3S    | 4-Амино-N-(3,4-диметил-5-изоксазолил)бензосульфонамид              | Медицинское                                                                           |
| Сульфадикрамид         | Сульфадикрамид             | 115-68-4 PubChem 8281    | C11H14N2O3S    | N-(3,3-диметилакрилоил)сульфаниламид                               | Медицинское (практически не применяется)                                              |
| Сульфадимидин          | Сульфадимидин              | 57-68-1 PubChem 5327     | C12H14N4O2S    | 4-Амино-N-(4,6-диметил-2-пиримидинил)бензосульфонамид              | Ветеринария                                                                           |
| Сульфазодимидин        | Сульфазодимидин            | 515-64-0 PubChem 5343    | C12H14N4O2S    | 4-Амино-N-(2,6-диметил-2-пиримидин-4-ил)бензосульфонамид           | Медицинское                                                                           |
| Сульфаметомидин        | Сульфаметомидин            | 3772-76-7 PubChem 19596  | C12H14N4O3S    | 4-Амино-N-(6-метокси-2-метилпиримидин-4-ил)бензосульфонамид        | Медицинское                                                                           |
| Сульфадиметоксин       | Сульфадиметоксин           | 122-11-2 PubChem 5323    | C12H14N4O4S    | 4-Амино-N-(2,6-диметокси-4-пиримидинил)бензосульфонамид            | Медицинское, Ветеринария                                                              |
| Сульфадоксин           | Сульфадоксин               | 2447-57-6 PubChem 17134  | C12H14N4O4S    | 4-Амино-N-(5,6-диметокси-4-пиримидинил)бензосульфонамид            | Ветеринария                                                                           |
| Сульфафеназол          | Сульфафеназол              | 526-08-9 PubChem 5335    | C15H14N4O2S    | 4-Амино-N-(2-фенилпиразол-3-ил)бензосульфонамид                    | Ветеринария                                                                           |
| Сульфасалазин          | Сульфасалазин              | 599-79-1 PubChem 5359476 | C18H14N4O5S    | 2-Гидрокси-5-((2-((пиридинил)сульфонил)фенил)азо)бензойная кислота | Медицина, ветеринария                                                                 |

## Анализ сульфаниламидов

### Испытание на подлинность
- Реакция образования азокрасителя

Реакция основана на взаимодействии препарата с раствором нитрита натрия в кислой среде с образованием хлорида диазония и его последующей реакцией с фенолами с образованием красителя. Например, с β-нафтолом, образуется вишнёво-красное окрашивание.
- Лигниновая проба

Реакция с образованием оснований Шиффа используется для экспресс-анализа
- Реакции галогенирования
- Реакция пиролиза
- Цветная реакция с солями тяжёлых металлов
- Реакция с нитропруссидом натрия
- Реакции окисления

### Количественный анализ
- Нитритометрия
- Реакция нейтрализации
- Броматометрия
- Иодхлорометрия